# جيمس ماديسون هيوز
جيمس ماديسون هيوز (بالإنجليزية: James Madison Hughes)‏ هو محامي وسياسي أمريكي، ولد في 7 أبريل 1809 في مقاطعة بوربون في الولايات المتحدة، وتوفي في 26 فبراير 1861 في جفرسون سيتي في الولايات المتحدة. حزبياً، نشط في الحزب الديمقراطي. وقد انتخب عضو مجلس نواب ولاية ميسوري وانتخب عضو مجلس النواب الأمريكي.